# Gustav Gans zu Putlitz
Gustav Heinrich Gans von und zu Putlitz, född den 20 mars 1821 i Gross Pankow, Prignitz, död där den 5 september 1890, var en tysk vitterhetsidkare.
Gans zu Putlitz var 1863–1867 intendent vid hovteatern i Schwerin, därefter någon tid hovmarskalk hos kronprinsen av Tyskland och kallades 1873 till direktör för hovteatern i Karlsruhe. Han gjorde ett lyckligt grepp med sina sagocykler Was sich der Wald erzählt (1850; 50:e upplagan 1900; svenska översättningar "Hvad berättas i skogen?", 1852; "Skogens sagor", samma år) och Vergissmeinnicht (1853; 19:e upplagan 1890). En angenäm stämning råder i hans många lustspel, bland vilka bör anföras Spielt nicht mit dem Feuer! ("Lek inte med Amors pilar!", 1853) och Badekuren ("I Söderköping", 1854). Han författade dessutom skådespel i den högre stilen, romaner, noveller, en biografi över Immermann (2 band, 1870) med mera.  Gans zu Putlitz Ausgewählte Werke utgavs i 7 band 1872-88. Hans biografi skrevs av änkan, Elisabeth, född Königsmarck  (3 band, 1894).